# Rugosa
De Rugosa, ook wel de tetracorallia of hoornkoralen genoemd, zijn een orde van uitgestorven solitaire en koloniale koralen die overvloedig aanwezig waren in zeeën van het Midden-Ordovicium tot het Laat-Perm.

## Kenmerken
Solitaire Rugosa, zoals Caninia, Lophophyllidium, Neozaphrentis, Streptelasma, worden vaak hoornkoralen genoemd vanwege een unieke hoornvormige kamer met een gerimpelde of gedraaide wand. Sommige van deze solitaire Rugosa bereikten een lengte van bijna een meter. Sommige soorten gedraaide koralen konden echter grote kolonies vormen, zoals Lithostrotion). Als er uitstralende septa aanwezig waren, waren ze meestal in veelvouden van vier, vandaar Tetracorallia in tegenstelling tot moderne Hexacorallia, koloniale poliepen over het algemeen met zesvoudige symmetrie. Rugosa-koralen hebben een skelet gemaakt van calciet, dat in de loop der jaren is gefossiliseerd. 
Net als de huidige koralen (Scleractinia), waren rugosakoralen altijd benthisch, levend op de zeebodem of in rifvormige constructies. Sommige symbiotische rugosakoralen waren endobionten van Stromatoporoidea, vooral in het Siluur. Hoewel er geen direct bewijs is, wordt geconcludeerd dat deze koralen uit het Paleozoïcum stekende cellen bezaten om prooien te vangen. Ze hadden ook tentakels om prooien te vangen. Technisch gezien waren het carnivoren, maar de grootte van de prooi was zo klein dat ze vaak microcarnivoren worden genoemd. 

## Leefwijze
Hoewel er geen direct bewijs voor is, zijn er theorieën die ervan uitgaan dat deze koralen netelcellen bezaten om prooien mee te vangen. Ze hadden tevens tentakels voor dit doel. Hun prooien waren echter klein, waardoor de koralen worden ingedeeld bij de microcarnivoren.

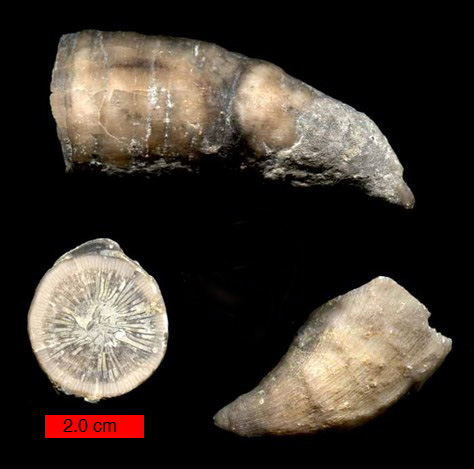
Fossiel van een Grewingkia canadensis, uit het Ordovicium van USA

## Fossielen
De Rugosa vormen een van de bekendste groepen koralen vanwege hun fossielen. Deze fossielen zijn bijna altijd ontstaan doordat het skelet van het dier na diens dood in het zand van de zeebodem is gezonken, en daar gevuld met klei en andere anorganische deeltjes.
Hoornkoralen zijn zeer veel voorkomende fossielen in sommige gebieden, zoals de buitenste Bluegrassregio van Kentucky.

## Morfologie
Rugosakoralen vertonen altijd tabulae, horizontale platen die het koraalskelet verdelen. De corallieten zijn meestal groot in verhouding tot verschillende soorten koraal. Rugosakoralen hebben soms dissepimenten, dit zijn gebogen platen die zijn verbonden met septa en tabulae. De symmetrie kan worden onderscheiden door de oriëntatie van septa in een dwarsdoorsnede van het koraal. Rugose-koralen vertonen altijd bilaterale symmetrie, terwijl tabulaire en scleractijnse koralen radiale symmetrie vertonen. Aanvankelijk zijn er slechts vier grote septa; latere kleine septa worden toegevoegd in de vier resulterende ruimtes. De complexe opstelling van septa is diagnostisch voor rugose koralen. Rugosakoralen hebben ook altijd een columella, een axiale staaf die de septa ondersteunt die naar het midden van de coralliet lopen. Het is aanwezig bij rugosakoralen omdat ze voornamelijk solitair waren en dus extra ondersteuning nodig hadden. Tabulaire koralen hebben geen columella omdat ze altijd koloniaal waren en afhankelijk waren van de steun van naburige coraallieten.